# Anna-Sophia Gredler
Anna-Sophia Gredler (* 21. Jänner 2008) ist eine österreichische Nordische Kombiniererin.

## Werdegang
Gredler spielte in der Jugend für den SK Hippach Fußball. Mit dem Skisport begann sie beim SC Mayrhofen. Im Oktober 2020 debütierte Gredler bei einem Schülerwettkampf in Hinterzarten auf internationaler Ebene. In den folgenden Jahren ging sie regelmäßig bei internationalen Wettkämpfen der FESA und der FIS an den Start. Ihr erster Sieg gelang ihr im September 2022 bei einem Youth-Cup-Rennen in Tschagguns. Bei den Nordischen Skispielen der OPA 2022 in Gérardmer gewann sie in der Staffel Silber.
Am 19. Jänner 2024 debütierte Gredler in Klingenthal im Continental Cup (COC), dem Unterbau zum Weltcup. Sie erreichte an allen drei Wettkampftagen die Top 15. Wenige Wochen später lief sie beim Mixed-Team-Rennen der Nordischen Junioren-Skiweltmeisterschaften 2023 in Planica auf Rang vier, im Einzel wurde sie Achte. Gemeinsam mit Laura Pletz gewann sie Bronze im Teamsprint. Im Sommer 2024 nahm Gredler erstmals am Grand Prix teil und wurde Zwölfte in Tschagguns. Am 20. Dezember 2024 gab sie in Ramsau ihr Weltcup-Debüt. Im Massenstart belegte sie den 18. Platz, ehe sie tags darauf im Compact-Rennen Rang 29 belegte. Mitte Jänner trat sie in Eisenerz im Continental Cup an und lief zweimal als Zweite aufs Podest. Bei der ersten Austragung des Nordic Combined Triples in Seefeld war Gredler Teil der nationalen Gruppe und erreichte an allen Wettkampftagen die Punkteränge. Bei den Nordischen Junioren-Skiweltmeisterschaften 2025 in Lake Placid wurde sie Zehnte. Im Mixed-Team gewann sie gemeinsam mit Andreas Gfrerer, Katharina Gruber und Paul Walcher Silber. Mitte Februar wurde Gredler für die Nordischen Skiweltmeisterschaften 2025 in Trondheim nachnominiert, kam dort aber bei keinem Rennen zum Einsatz.

## Statistik

### Continental-Cup-Platzierungen
| Saison  | Platz | Punkte |
| ------- | ----- | ------ |
| 2023/24 | 12.   | 182    |
| 2024/25 | 14.   | 180    |